# Йоав (музыкант)
Йоав (Йоав Садан, Yoav Sadan) — певец и музыкант родом из Израиля, большую часть жизни провёл в ЮАР.

## Биография
Стиль музыки Йоава сложно определить: он смешивает всё от лаундж и фолка до техно и инди. При этом для создания музыки он использует только акустическую гитару, применяя её в качестве как струнного, так и перкуссионного и даже духового инструмента. За обработку звука отвечает множество гитарных примочек и процессоров.
В 2007 году был издан (а в 2008 перевыпущен) дебютный альбом «Charmed & Strange».
В 2009 году участвовал в церемонии RAMP 2009 телевизионного канала A-ONE.

## Дискография

### Студийные альбомы
- Charmed & Strange (2008)
- A Foolproof Escape Plan (2010)
- Blood Vine (2012)
- Multiverse (2018)

### Синглы
- Club Thing (2008)
- Beautiful Lie (2008)
- Adore Adore (2008)
- Yellowbrite Smile (2010)
- Dopamine (EP) (2014)
- Blood Moon (2018)
- One Nature (2019)